# Globodol
Globodol je kraško polje, ki leži v vzhodni Suhi krajini jugozahodno od Mirne Peči. Polje je dolgo malo manj kot 4 kilometre in široko 1 kilometer. Globodol je najbolj ostro omejena kraška kotanja na Slovenskem. O tem priča tudi samo ime »Globoki dol«. Je tudi edino kraško polje na Slovenskem z usmerjenostjo sever - jug. Verjetno je tektonskega izvora. Leži na nadmorski višini 185 - 205 metrov, obrobje je 100 metrov višje in obdano s kakovostnimi gozdovi. Sodi med suha kraška polja brez stalnega, pa tudi brez omembe vrednega periodičnega površinskega toka. Vodo ima le ob poplavah. Dno sestavljajo debele plasti peščene ilovice. V osrednjem suhem delu so naselja Gorenji, Srednji in Dolenji Globodol.

## Zgodovina
Rodovitno, nekoliko odmaknjeno v zavetju okoliškega hribovja, je bilo to polje naseljeno že zgodaj v zgodovini. Tako se omenja prazgodovinska naselbina z gomilami pri Dolenjem Globodolu, vendar pri kasnejših topografskih ogledih to ni potrjeno, nedvomno pa je bilo tako gradišče zgrajeno na Malem vrhu, ki se dviga nad zahodnim robom polja. Naslednja faza  naselitve in izrabe rodovitnega tla je iz rimskega obdobja. Posamezne slučajne najdbe iz grobov, ki so jih na njivah med Gorenjim in Srednjim Globodolom izkopali domačini, so vzpodbudile strokovno zanimanje. Leta 1939 in 1940 je bilo odkrito in izkopano 64 rimskih grobov, izkopavanje je sledilo tudi po vojni, pri zadnjem zavarovalnem izkopavanju pred načrtovano agromelioracijo in komasacijo leta 1987, pa je bilo odkritih še novih 14 grobov. Grobišče, ki leži z zahodne strani ceste še ni v celoti raziskano in se verjetno razteza tudi na vzhodni strani ceste. Mesta naselbine, katerem naj bi pripadalo grobišče na globodolskem polju, ne poznamo, čeprav se v literaturi iz 19. stoletja omenja staro zidovje.
V toku geoloških dob je na globodolskem polju tekel nek vodni tok, ko pa se je južni rob v smeri proti Prečni dvignil, je tu nastalo jezero. Ostanek tega jezera so plasti ilovice, ki na debelo prekrivajo dno polja. Ilovico, ki je bila primerna za izdelavo opeke, so v prejšnjem stoletju že dvakrat kopali, vendar je delo ovirala talna voda. Kraška apnenčeva osnova se kaže le na pobočjih vrtač ali na njihovem dnu, kjer je okoli Gorenjega Globodola tudi nekaj kamnitih samotarjev.

## Opis polja
Samotarji so na dolenjskem krasu razmeroma redek pojav. Ime označuje večje kamne, ki samotarijo na pokritem krasu. Nastanejo z razgaljanjem pobočij vrtač ali njihovega dna, kot se je to zgodilo na globodolskem polju, kjer sta bili znani dve lokaciji samotarjev. Žal so tri večje samotarje, visoke do 2,5 metre, zahodno od Dolenjega Globodola zaminirali domačini v začetku sedemdesetih let dvajsetega stoletja. Tako ostajajo le še trije samotarji v vrtači za šolo pri Gorenjem Globodolu, vendar tudi ti opustošeni z agromelioracijskimi posegi. 
Na severnem robu polja pod rudimetarom se kaže na površju nekaj rudimetarnih dolinic, po katerih priteče v Globodol po hudih nalivih nekaj površinske vode. Takrat ožive tudi periodični studenci na severnem kraju polja. To so izviri Roje, Gadina, Okno in Pod lazi. Ob povodnji se tudi vrtače, ki se odpirajo v dnu polja, napolnijo z vodo. Ker večina vrtač na dnu nima odprtin, kjer bi voda pritekala ali ponikala, prehaja voda v njih skozi debelo plast ilovice. Le pri Gorenjem Globodolu je na dnu vrtač nekaj kamnitih mest, kjer voda vre ob povodnji. To so rupe, kot jih nazivajo domačini. Edina prehodna odprtina je zahodno od Gorenjega Globodola na dnu dolinaste globeli V dulah. To brezno, globoko 13 metrov, so med zadnjima vojnama obzidali, da bi hitreje požiralo poplavno vodo.
Brezno V dulah je edini speleološki objekt na dnu polja, je pa cela vrst kraških jam na obrobju globodolskega polja, ki se odpirajo 10 do 50 višje nad dnom. Do pred kratkim so jamarji tu poznali 13 jam. Večina jih leži na severnem in zahodnem robu polja. Med njimi po velikosti in globini izstopajo zlasti Velika in Mala Vratnica, Koprivnica ter Babja jama. Te so večinoma nastale ob tektonskih razpokah, ki jih je kasneje preoblikoval vodni tok. Na vzhodni strani polja sta znani le dve jami, Slugova in Špelkotova jama. 
Slugova jama je zelo zanimiv, s kapniki in sigo lepo okrašen ter po dimenzijah velik objekt. Z dolžino 116 metrov se uvršča med daljše jame v okolici. Vhod v jamo je v pobočju le nekaj metrov nad dnom polja. Jamski rov se spušča, tako da je najnižje mesto v jami več metrov pod dnom polja. V osrčju glavnega rova je na njegovem dokaj ravnem dnu velikanska skala, dolga 11 metrov, ki se je odkrušila s stropa. Proti koncu jame zasledimo v stropu in na stenah velike erozijske kotlice in skalnate roglje, kar kaže na erozijski nastanek jame.
Tudi Špelkotova jama se odpira nekaj metrov nad dnom polja in je presenetljivo podobna Slugovi jami. Erozijski rov, ki je po dimenzijah sicer bolj skromen, dolg je le 20 metrov, se vseskozi spušča, tako da tudi tu pridemo globlje od dna polja. Na koncu se rov prevesi v plitvo brezno s stoječo vodo. Glavna rova v Slugovi in Špelkotovi jami je verjetno izoblikoval nekdanji vodni tok, ki je šel s polja v vzhodni smeri. Sedanja vhoda sta sekundarna, nastala sta s širjenjem jamskih prostorov. Naplavljena ilovica na dnu Slugove jame in njeni sledovi, ki segajo po stenah do 3 metre visoko, kažejo, da nastopajo tod visoke vode ob povodnji. Globoko jezero so opazili tudi jamarji.

## Raziskave jam
Tam, kjer je nekoč prehajala površinska vodna mreža v podzemeljsko kraško, so nastali obsežni jamski sistemi za odvajanje te vode. Do nedavnega so poznali le dva taka objekta, Slugovo in Špelkotovo jamo. Jamarji novomeškega jamarskega kluba so predvidevali obstoj večjega jamskega sistema na vzhodnem robu polja. Zato so v zadnjih letih temu področju posvetili veliko pozornost. V zimskem času so pregledovali vzhodno pobočje polja in iskali dihalnike. To so majhne luknje v tleh, ki se po navadi razširijo globlje v večje jamske prostore. Zaradi temperaturne inverzije pogosto v zimskem času dihajo, iz njih se torej, dviguje topel jamski zrak, ki v mrzlem zimskem zraku naredi na površju megleno zaveso. 
Z iskanjem so odkrili kar nekaj takih dihalnikov, ki so jih potem razširili in prišli v obsežne jamske rove. Le nekaj deset metrov stran od Slugove jame so tako prišli v splet podzemeljskih rovov, ki potekajo vzporedno z rovom Slugove jame. Na enem mestu sta rova obeh jam le nekaj metrov oddaljena, deli jih le skalnat podor. Nedvomno, da gre za isti jamski sistem, ki so ga podori in jamski procesi zaenkrat ločili. Velike količine blata v sklepnem delu nove jame in sledovi poplavnih voda kažeta, da se tudi tu pojavljajo visoke vode, prav tako, kot v Slugovi jami. Tudi oblika erozijskih rovov kaže na enako funkcijo, ki so jo imeli v preteklosti, na odvajanje površinske vode v podzemlje. Podoben in skoraj enako velik splet rovov, kakih sto metrov dolg, so odkrili v pobočju malo nad robom polja nekoliko bolj južno od Slugove jame in blizu Špelkotove jame. Oblika in usmerjenost rovov kažeta na enako vlogo v preteklosti, kot so jih imele sosednje jame. Nekaj brezen in perspektivnih dihalnikov so odkrili tudi nekoliko višje v pobočju Golobinjeka, ki bi znali pripeljati v nove podzemeljske rove obsežnega in še ne povsem odkritega jamskega ponornega sistema nekdanjih globodolskih rekah ali jezera.